# Revolution (televíziós sorozat)
A Revolution amerikai posztapokaliptikus sci-fi sorozat, amely 2012. szeptember 17-én indult az NBC csatornán.
A Földön áramszünet veszi kezdetét, repülőgépek zuhannak le az égből és az elektronikus kommunikáció teljesen megszűnik. Tizenöt évvel később a hatalmat a Milícia gyakorolja és embereivel félelemben tartanak mindenkit. A lázadókat az a cél hajtja, hogy megdöntsék Monroe 
tábornok hatalmát és helyreállítsák az Amerikai Egyesült Államokat.
A sorozatot Magyarországon 2013 június 20-án kezdte sugározni az RTL Klub, csütörtökönként dupla epizóddal.

## Szereplők
| Szereplő                     | Színész            | Magyar hang    |
| ---------------------------- | ------------------ | -------------- |
| Miles Matheson               | Billy Burke        | Varga Gábor    |
| Charlotte "Charlie" Matheson | Tracy Spiridakos   | Csifó Dorina   |
| Rachel Matheson              | Elizabeth Mitchell | Kiss Eszter    |
| Aaron Pittman                | Zak Orth           | Elek Ferenc    |
| Major Tom Neville            | Giancarlo Esposito | Jakab Csaba    |
| Jason Neville/Nate Walker    | J.D. Pardo         | Varga Rókus    |
| Sebastian "Bass" Monroe      | David Lyons        | Dolmány Attila |
| Nora Clayton                 | Daniella Alonso    | Solecki Janka  |
| Ben Matheson                 | Tim Guinee         | Tóth Roland    |
| Danny Matheson               | Graham Rogers      | Baráth István  |
| Maggie Foster                | Anna Lise Phillips | Hámori Eszter  |

## Szereplők leírása

### Miles Matheson
Miles Matheson a sorozatban nagybácsi szerepben tűnik fel. Testvére Ben Matheson. Charlotte "Charlie" Matheson és Danny Matheson nagybátyja Miles. Miles ügyes harcos, kiváló vivó szerepében ismert. Miles, azonban őrizget egy titkot. Ő és régi barátja, Sebastian Monroe-val vezették a Milíciát, ami mindenkit rettegésben tart. Mióta Miles megpróbálta megölni Monroe-t azóta ott hagyta a Milíciát és jó útra tért.

### Charlotte "Charlie" Matheson
Charlie-t úgy ismerhettük meg a sorozat elején, mint Danny nővérét és Ben Matheson lányát, hogy nem szeret és nem akar úgy öldökölni mint nagybátyja. Később viszont nem akad fent ilyen apróságokon, miután elfogta a testvérét a Milícia. Charlie kedves lány. Szerelmes Jason-be.

### Aaron Pittman
Aaron Pitman egy kissé kövér, szemüveges zseni. Kiválóan ért a számítógépekhez, s Ben Matheson – Charlie és Danny apja – mielőtt megölte őt a Milícia, egy titokzatos medált adott át Aaron-nek, melyről később derült ki, hogy mi valójában. Aaron házas volt, de az áramszünet után nem sokkal elvált feleségétől.

### Rachel Matheson
Rachel Charlie és Danny anyja, aki még gyerekük nagyon fiatal korában elhagyta. Úgy tudták, hogy halott. Hogy miért, azt nem árulom el. Szerelmes Milesba, Ben testvérébe. Rachel és Ben együtt dolgoztak valamin, ami elég rosszul sült el. Rachel mindig a saját feje után megy, s mikor helyre akart hozni valamit, még rosszabbra fordult a dolog. Charlie hosszú ideig nem kedveli anyját több ok miatt.

### Ben Matheson
Rachel férje, Danny és Charlie apja, Miles bátyja, és Rachel-lel dolgozott valamin, ami nem úgy sikerült ahogy el tervezték. Halála előtt egy furcsa medált adott át Aaron Pittman-nek.

### Nora Clayton
Miles régi szeretője, nagyon ért a bombákhoz. Segít a többieknek kiszabadítani Dannyt, Charlie öccsét.

### Tom Neville
Milicista, őrnagy ranggal. Felesége Julia, és fia Jason Neville.

### Jason Neville
Tom és Julia fia, Milicista volt. Álneve Nate. Szerelmes Charlie-ba.

### Sebastian "Bass" Monroe
A Milícia vezetője, Miles volt a legjobb barátja, de miután Miles megpróbálta megölni, ez nem maradt ugyanígy. Van egy fia, akit a második évadban keres fel.

### Maggie Foster
Miután Rachel elment, vele együtt volt Ben.